# CCTV-5+
CCTV-5+ (chinois simplifié : 中国中央电视台体育赛事频道 ; pinyin : Zhōngguó zhōngyāng diànshìtái tǐyù sàishì píndào), anciennement CCTV-HD, est une chaîne de télévision sportive nationale, deuxième du réseau Télévision centrale de Chine. 
CCTV-5+ est vouée à la diffusion d'événements sportifs en HD, et a été créée à l'occasion des Jeux olympiques d'été de 2008 et les Jeux paralympiques d'été de 2008. Elle a été testée à Pékin le 1er janvier 2008, et a été lancée officiellement le 1er mai 2008 en tant que CCTV-HD.
Avec l'augmentation du nombre de chaînes en haute définition en Chine, le nom de la chaîne a été changé en CCTV-5+ 体育赛事 (« CCTV-5+ Compétitions sportives ») le 18 août 2013. C'est la deuxième chaîne sportive de CCTV.
Cette chaîne était auparavant uniquement disponible pour certains fournisseurs de chaîne sur le câble/satellite.